# Kajar (Dawe)
Kajar is een bestuurslaag in het regentschap Kudus van de provincie Midden-Java, Indonesië. Kajar telt 3924 inwoners (volkstelling 2010).